# Leslie French
Leslie Richard French (Bromley, 23 aprile 1904 – Ewell, 21 gennaio 1999) è stato un attore britannico.

## Biografia
Studiò alla London School of Choristers e fece la sua prima apparizione come attore bambino in uno spettacolo di Natale del 1914 al Little Theatre; nello stesso anno abbandonò gli studi per unirsi alla compagnia itinerante di Ben Greet come macchinista e suggeritore. Assunto come sostituto di Bobby Howes nel West End per il musical Mr. Cinders, interpretò il ruolo del protagonista quando lo spettacolo andò in tournée regionale.
Nel 1930 entrò a far parte della compagnia teatrale dell'Old Vic, dove interpretò diversi personaggi delle opere teatrali di William Shakespeare, tra cui Poins in Enrico IV, parte I, Eros in Antonio e Cleopatra, il Matto in Re Lear, ma soprattutto Ariel ne La tempesta, che gli diede particolare notorietà e con cui condivise il palco con John Gielgud (nel ruolo di Prospero) e Ralph Richardson (nel ruolo di Calibano). French fu il primo attore maschio a cimentarsi nel ruolo di Ariel per molti anni, indossando solo un piccolo perizoma e contribuendo a far discutere questa scelta all'epoca. French e Gielgud furono anche di ispirazione per la scultura di Prospero e Ariel realizzata da Eric Gill sopra l'ingresso della Broadcasting House (in cui ha sede la BBC).
French proseguì la sua carriera teatrale all'Old Vic e successivamente al Regent's Park Open Air Theatre, specializzandosi negli spiriti e nei personaggi buffi delle opere shakespeariane, tra cui (oltre al già citato Ariel) Puck (Sogno di una notte di mezza estate), Feste (La dodicesima notte) e Pietraccia (Come vi piace), ruoli notevolmente valorizzati dalla sua abilità nel canto e nella danza. Inoltre diresse diverse opere teatrali, tra cui le messe in scena de La bisbetica domata e di Come vi piace, e si esibì anche in altri musical (come Fritzi del 1935), nel teatro di rivista, nella pantomima e nel balletto.
Nel 1955 contribuì a fondare le nuove stagioni shakespeariane al Maynardville Open-Air Theatre di Città del Capo, in Sudafrica; questo teatro, inaugurato il 1° dicembre 1950, spiccò in un contesto sociale condizionato dalle politiche dell'apartheid, poiché aveva attori multirazziali che si esibivano per un pubblico multirazziale. Nel 1963 gli venne conferita la chiave della città per il suo lavoro teatrale.
French prese parte occasionalmente a ruoli cinematografici, apparendo in particolare in due film di Luchino Visconti, Il Gattopardo (1963) e Morte a Venezia (1971). Inoltre partecipò a molte serie televisive britanniche, tra cui Dixon of Dock Green, Armchair Theatre, Z Cars, Agente speciale (nell'episodio You Have Just Been Murdered), Jason King e The Singing Detective. Il suo ruolo di Mr. Woodhouse nella serie televisiva della BBC del 1960 tratta da Emma di Jane Austen è considerato una delle sue performance televisive più memorabili. French venne anche preso in considerazione per il ruolo del Primo Dottore in Doctor Who (che fu infine assegnato a William Hartnell), ma fece comunque un'apparizione in Silver Nemesis, 3º serial della 25ª stagione di Doctor Who, in cui interpretò il ruolo di un matematico.

## Filmografia parziale
- Radio Pirates (1935) - Leslie
- Peg of Old Drury (1935) - Alexander Pope
- This England (1941) - Johnny
- Ordine di uccidere (1958) - Marcel Lafitte
- Il capro espiatorio (1959) - Lacoste
- Il coraggio e la sfida (1961) - Padre Gomez
- Il Gattopardo (1963) - Cavalier Chevalley
- The Rescue Squad (1963) - Mr. Manse
- C'era una volta (1967) - Giuseppe da Copertino
- Morte a Venezia (1971) - Agente di viaggio
- Invitation to the Wedding (1983) - Hobbs
- 007 - Zona pericolo (1987) - Addetto al bagno
- Il giovane Toscanini (1987) - Comparsa (non accreditato)